# W. Aubrey Thomas

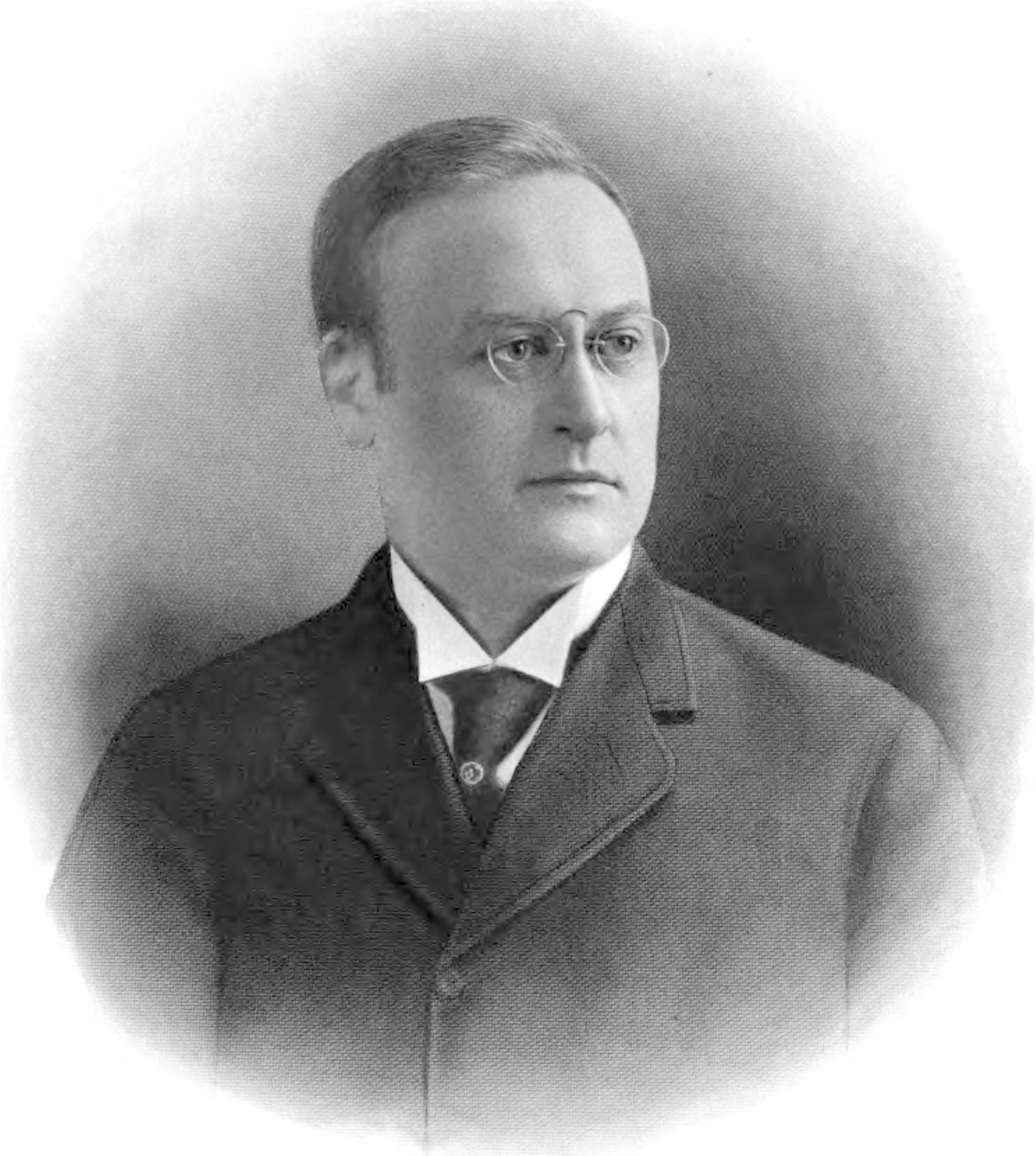
W. Aubrey Thomas (1909)

William Aubrey Thomas (* 7. Juni 1866 in Llanelli, Wales; † 8. September 1951 in Talladega, Alabama) war ein US-amerikanischer Politiker der Republikanischen Partei. Vom 8. November 1904 bis zum 3. März 1911 war er Mitglied des Repräsentantenhauses der Vereinigten Staaten für den 19. Kongressdistrikt des Bundesstaates Ohio.

## Leben
Thomas wurde in Wales geboren. 1868 zog er mit seinen Eltern in die Vereinigten Staaten. Sie ließen sich in Niles in Ohio nieder. Neben dem Besuch der örtlichen Schulen besuchte er auch einige private Schulen und Colleges, unter anderem das Rensselaer Polytechnic Institute, wo er sein Chemiestudium erfolgreich beendete. In den 1880er Jahren war er als Chemiker in verschiedenen Firmen tätig, unter anderem Stahlfirmen. Im letzten Jahrzehnt des 19. Jahrhunderts war er als Präsident der Mahoning Steel Company, einer Stahlfirma, tätig.
1904 wurde er in einer Special Election als Nachfolger des zurückgetretenen Charles W. F. Dick ins US-Repräsentantenhaus gewählt. Er wurde dreimal wiedergewählt. 1910 musste er sich Ellsworth Raymond Bathrick geschlagen geben. 1911 schied Thomas aus dem House aus. 1918 zog er nach Alabama um, wo er seinen wirtschaftlichen Interessen fortan wieder nachging. Er starb im Alter von 85 Jahren 1951 in Talladega. Er wurde auf dem Oak Hill Cemetery in Youngstown beigesetzt.